# Marta Heflin
Marta Michelle Heflin (ur. 29 marca 1945 w Waszyngtonie, zm. 18 września 2013 w Nowym Jorku) – amerykańska aktorka filmowa.

## Filmografia
- 1976: Narodziny gwiazdy jako Quentin
- 1979: Idealna Para jako Sheila Shea
- 1981: The Gentleman Bandit jako Marie
- 1983: Król komedii jako Młoda dziewczyna